# Сезон солнца
«Сезон солнца»; в ином русском переводе — «Солнечный сезон» (яп. 太陽の季節: тайё-но кисэцу; англ. Season of the Sun) — японский чёрно-белый фильм-драма режиссёра Такуми Фурукавы, поставленный по одноимённому роману-бестселлеру Синтаро Исихары, удостоенному премии имени Рюносукэ Акутагавы. Фильм вышел на экраны в 1956 году, став лидером года по кассовым сборам и культовой картиной среди молодёжи тех лет.

## Сюжет
Небольшая группа из пятерых парней, студентов колледжа часто встречается днём на пляже, а по ночам весело проводят время, подыскивая себе девчонок в фешенебельном токийском районе Гиндза. Один из харизматичных лидеров этой группы друзей, Тацуя, во время такой ночной вылазки познакомился с Эйко, девушкой из богатой семьи. После этой случайной встречи молодые люди быстро сблизились и вскоре Эйко приехала к Тацуя, жившему в Дзуси, вблизи Токио. Здесь Эйко отдалась ему. Влюблённая девушка не желает довольствоваться банальным флиртом, надеясь на более серьёзные отношения. Но все её разговоры о любви вызывают у свободолюбивого Тацуи лишь раздражение. В результате он продаёт надоевшую ему девушку своему старшему брату Матихисе за 5 тысяч иен. Когда же выяснилось, что Эйко ждёт ребёнка, Тацуя настойчиво потребовал, чтобы девушка сделала аборт. Эйко послушалась его и это погубило её. Под осуждающими взглядами собравшихся на похоронах, Тацуя пробирается к алтарю. Он хватает курильницу и бросает её в фотографию Эйко. «Разве вы что-нибудь понимаете!» — кричит он и выбегает из зала.

## В ролях
«Сюкан асахи» проинтервьюировал директора компании «Никкацу», выпустившей фильм «Сезон солнца», Кюсаку Хори.
Вопрос. Если бы у вас были дочери, едва достигшие совершеннолетия, разрешили бы вы им смотреть этот фильм?
Ответ. У меня четверо детей, но все они уже взрослые. Однако, если бы они и были моложе, всё равно, без всякого сомнения, разрешил. Это позволило бы им осознать свой пол и ответственность, которую это накладывает на них. Мне думается, что с помощью фильма в значительной мере можно достичь этого. Например, если девушка необдуманно отдаётся мужчине и беременеет. Фильм говорит, что прерывать беременность после четырёх месяцев опасно.
- Ёко Минамида — Эйко Такэда
- Хироюки Нагато — Тацуя Цугава
- Ко Мисима — Митихиса Ани
- Асао Сано — Эдо
- Масуми Окада — руководитель
- Масао Симидзу — Ёити Тити
- Санаэ Накахара — Сари
- Юдзиро Исихара — мистер Идзу
- Синтаро Исихара — парень на пляже (эпизод)

## Премьеры
- — 17 мая 1956 года — национальная премьера фильма в Токио[2].

## О фильме
Основанная ещё в 1912 году, старейшая кинокомпания Японии, «Никкацу» в военные годы, в связи с реорганизацией отрасли, была вынуждена объединить свои производственные мощности с компанией «Дайэй», благодаря чему ей удалось сохранить свои кинотеатры, но было приостановлено производство кинокартин. В начале послевоенного периода «Никкацу» вернулась к процветанию, благодаря дистрибуции голливудских фильмов в своих кинотеатрах. Полуголодные японцы, несмотря на разруху и нищету, экономили на всём, чтобы сходить в кино и получить очередную порцию голливудского гламура. Создав, таким образом, к 1953 году неплохой капитал, студия решила, что настало время, после двенадцатилетнего перерыва, для самостоятельных постановок. Однако, несмотря на неплохие картины, снятые в этот период, среди которых был и шедевр «Бирманская арфа» режиссёра Кона Итикавы, но до 1956 года фильмы компании не были в числе кассовых лидеров. 17 мая 1956 года в прокат вышел «Сезон солнца» и на компанию «Никкацу» пролился «золотой дождь». Взбудоражив общественное мнение, фильм привлёк массу зрителей. Кинокартина стала мега-хитом года, а доходы от её демонстрации достигли 200 миллионов иен, что поправило пошатнувшиеся дела компании. И хотя фильм считался противоречивым из-за своего скандального обращения к таким темам, как подростковый секс, ранняя беременность и аборт, дикая бездумная жизнь героев, проводящих время на пляжах в праздности и безделье, — тем не менее, именно эти факторы и обусловили успех картины у поколения бунтующей молодёжи 1950-х.
Фильм был поставлен по роману только начинавшего свой путь в литературе Синтаро Исихары, сразу же ставшего бестселлером и отмеченного премией имени Акутогавы. Кинокомпания «Никкацу» продолжит экранизировать и другие произведения молодого автора (среди первых постановок, снятых в том же году — «Комната насилия» и «Безумный плод»), а его младший брат Юдзиро Исихара станет звездой многих кинолент, снятых по романам брата.
Побережье Сёнан, к юго-западу от Токио, стало известно как японское Малибу, где юное «высшее общество» под названием «солнечное племя» проводили лето в подражание героям фильма. «Солнечным племенем» были подростки, выросшие в послевоенном японском обществе, со всем его хаосом и свободой. Вместо труда на благо общества, они хотели гулять по Гиндзе или солнечным пляжам, слушая звуки заводного американского джаза или рок-н-ролла, ну и конечно их ещё интересовали выпивка и девочки.
Бум «солнечного племени» был недолгим, из-за давления со стороны Эйрин (японской цензуры), но Юдзиро Исихара вскоре стал крупнейшей в Японии мега-звездой конца 1950-х. А став крутым парнем, он перейдёт на роли в боевиках и гангстерских лентах, так называемых якудза эйга, к постановке которых переориентируется компания «Никкацу», ставшая одной из двух наиболее успешных японских студий периода конца 1950-х — начала 1960-х годов.